# Leucophenga violae
Leucophenga violae är en tvåvingeart som beskrevs av Bock 1979. Leucophenga violae ingår i släktet Leucophenga och familjen daggflugor. Inga underarter finns listade i Catalogue of Life.